# Гарфинкель, Джек
Джек «Датч» Гарфинкель (англ. Jack "Dutch" Garfinkel; 13 июня 1918, Бруклин, Нью-Йорк, США — 14 августа 2013, Бруклин, Нью-Йорк, США) — американский профессиональный баскетболист, завершивший карьеру. Чемпион АБЛ в сезоне 1944/1945 годов и чемпион НБЛ в сезоне 1945/1946 годов.

## Ранние годы
Джек Гарфинкель родился 13 июня 1918 года в Бруклине, самом густонаселённом боро Нью-Йорка, учился там же в средней школе имени Томаса Джефферсона, в которой играл за местную баскетбольную команду.

## Студенческая карьера
В 1941 году Джек окончил Университет Сент-Джонс, где в течение трёх лет играл за команду «Сент-Джонс Рэд Сторм», в которой провёл успешную карьеру под руководством тренера, члена Зала славы баскетбола, Джо Лэпчика, набрав в итоге 346 очков в 59-ти играх (5,9 очка в среднем за игру). При Гарфинкеле «Рэд Сторм» первый сезон выступали в конференции Metropolitan New York, а последние два — в конференции Independent, но ни разу не выигрывали ни регулярный чемпионат, ни турнир этих конференций, а также ни разу не выходили в плей-офф студенческого чемпионата США.
В 1939 году «Сент-Джонс Рэд Сторм» в первый раз приняли участие в Национальном пригласительном турнире (NIT), в котором заняли четвёртое место, сначала проиграв в полуфинальном матче команде «Лойола Рамблерс» со счётом 46—51, а затем в утешительном матче за третье место также уступив команде «Брэдли Брейвз» со счётом 35—40. В сезоне 1939/1940 годов Гарфинкель в составе «Рэд Сторм» стал третьим по количеству набранных очков игроком команды (112 очков в 20 играх), по итогам которого был включён во вторую сборную всех звёзд конференции Metropolitan New York. В своём последнем сезоне Датч, будучи капитаном «Рэд Сторм», вновь стал третьим по количеству набранных очков игроком команды (119 очков в 17 играх), по его итогам он стал лауреатом приза Хаггерти, который вручается самому выдающемуся баскетболисту митрополии Нью-Йорка. В 2004 году он был включён в Национальный еврейский Зал Славы, кроме того он был включён в Спортивный Зал Славы университета Сент-Джонс и Баскетбольный Зал Славы Нью-Йорка.

## Профессиональная карьера
Играл на позиции разыгрывающего защитника и атакующего защитника. В 1941 году Джек Гарфинкель заключил соглашение с командой «Балтимор Клипперс», выступавшей в Американской баскетбольной лиге (АБЛ). Позже выступал за команды «Трентон Тайгерс» (АБЛ), «Бруклин Иглс» (АБЛ), «Филадельфия СФХАс» (АБЛ), «Рочестер Роялз» (НБЛ), «Бостон Селтикс» (БАА) и «Хартфорд Харрикейнз» (АБЛ). Всего в АБЛ провёл 6 неполных сезонов, в БАА — три неполных сезона, а в НБЛ — два неполных сезона. В сезоне 1944/1945 годов, будучи одноклубником Осси Шектмана, Ирва Торгоффа и Бернарда Оппера, Датч в составе «СФХАс» стал чемпионом АБЛ. Кроме того при Гарфинкеле «СФХАс» в сезоне 1943/1944 годов становились вице-чемпионами лиги, проиграв в финале «Уилмингтон Бомберс». «Филадельфия СФХАс» присоединилась к АБЛ в 1933 году и доминировала в лиге на протяжении 15-ти лет, выиграв за это время семь чемпионских титулов. В середине сезона 1945/1946 годов Джек перешёл в клуб «Рочестер Роялз», в составе которого стал чемпионом НБЛ, будучи одноклубником Рэда Хольцмана, Боба Дэвиса, Джорджа Гламака, Эла Керви и Отто Грэма. Всего за карьеру в НБЛ Датч сыграл 28 игр, в которых набрал 47 очков (в среднем 1,7 за игру). Всего за карьеру в БАА Джек сыграл 92 игры, в которых набрал 476 очков (в среднем 5,2 за игру) и сделал 134 передачи. Помимо этого Гарфинкель в составе «Роялз» один раз участвовал во Всемирном профессиональном баскетбольном турнире, но без особого успеха.

## Семья и смерть
Во время Второй мировой войны ему пришлось на два года прервать свою профессиональную карьеру (1942—1944). После завершения спортивной карьеры игрока Датч стал тренером и арбитром, работая со школьными, студенческими и профессиональными командами Нью-Йорка. Его жену звали Лилиан, которая родила Джеку дочь Барбару и сына Ричарда, кроме того у него был брат Сидни. Джек Гарфинкель умер в среду, 14 августа 2013 года, на 96-м году жизни в Бруклине (боро Нью-Йорка).

## Статистика

### Статистика в НБА
| Сезон                                                                                    | Команда | Регулярный сезон | Регулярный сезон | Регулярный сезон | Регулярный сезон | Регулярный сезон | Регулярный сезон | Регулярный сезон | Регулярный сезон | Регулярный сезон | Регулярный сезон | Регулярный сезон | Серия плей-офф | Серия плей-офф | Серия плей-офф | Серия плей-офф | Серия плей-офф | Серия плей-офф | Серия плей-офф | Серия плей-офф | Серия плей-офф | Серия плей-офф | Серия плей-офф |
| Сезон                                                                                    | Команда | GP               | GS               | MPG              | FG%              | 3P%              | FT%              | RPG              | APG              | SPG              | BPG              | PPG              | GP             | GS             | MPG            | FG%            | 3P%            | FT%            | RPG            | APG            | SPG            | BPG            | PPG            |
| ---------------------------------------------------------------------------------------- | ------- | ---------------- | ---------------- | ---------------- | ---------------- | ---------------- | ---------------- | ---------------- | ---------------- | ---------------- | ---------------- | ---------------- | -------------- | -------------- | -------------- | -------------- | -------------- | -------------- | -------------- | -------------- | -------------- | -------------- | -------------- |
| 1946/47                                                                                  | Бостон  | 40               |                  |                  | 26,6             |                  | 60,7             | 0,0              | 1,5              |                  |                  | 4,5              | Не участвовал  | Не участвовал  | Не участвовал  | Не участвовал  | Не участвовал  | Не участвовал  | Не участвовал  | Не участвовал  | Не участвовал  | Не участвовал  | Не участвовал  |
| 1947/48                                                                                  | Бостон  | 43               |                  |                  | 30,0             |                  | 76,1             | 0,0              | 1,4              |                  |                  | 6,1              | 3              |                |                | 30,4           |                | 80,0           | 0,0            | 2,3            |                |                | 7,3            |
| 1948/49                                                                                  | Бостон  | 9                |                  |                  | 17,1             |                  | 71,4             | 0,0              | 1,9              |                  |                  | 3,8              | Не участвовал  | Не участвовал  | Не участвовал  | Не участвовал  | Не участвовал  | Не участвовал  | Не участвовал  | Не участвовал  | Не участвовал  | Не участвовал  | Не участвовал  |
|                                                                                          | Всего   | 92               |                  |                  | 27,5             |                  | 70,5             | 0,0              | 1,5              |                  |                  | 5,2              | 3              |                |                | 30,4           |                | 80,0           | 0,0            | 2,3            |                |                | 7,3            |
| Наведите курсор мыши на аббревиатуры в заголовке таблицы, чтобы прочесть их расшифровку. |         |                  |                  |                  |                  |                  |                  |                  |                  |                  |                  |                  |                |                |                |                |                |                |                |                |                |                |                |